# Кокрель, Атанас
Кокрель (фр. Athanase Laurent Charles Coquerel; 1795—1868) — французский реформатский богослов.
Был пастором в Амстердаме, позже в Париже, где прославился как красноречивый проповедник. Противник кальвинистского учения о предопределении, он для пропаганды своих идей основал одну за другой три газеты: «Le Protestant» (1831—1833); «Le Libre Examen» (1834—1836) и «Le Lien» (с 1841). Выбранный в 1848 от департамента Сены в члены конституционного и позднее законодательного собрания, Кокрель принадлежал к умеренным республиканцам; переворот 2 декабря 1851 положил конец его политической деятельности.
Из его сочинений, помимо «Sermons» (Амстердам, 1819 и позже), «Nouveaux sermons» (там же, 1828) и «Sermons» (Париж, 1842—1856), следует отметить: «Biographie sacrée» (Париж, 1837); «Histoire sainte, ou analyse de la Bible» (там же, 1850); «L’orthodoxie moderne» (там же, 1850); «Christologie» (там же, 1858).